# Talisman

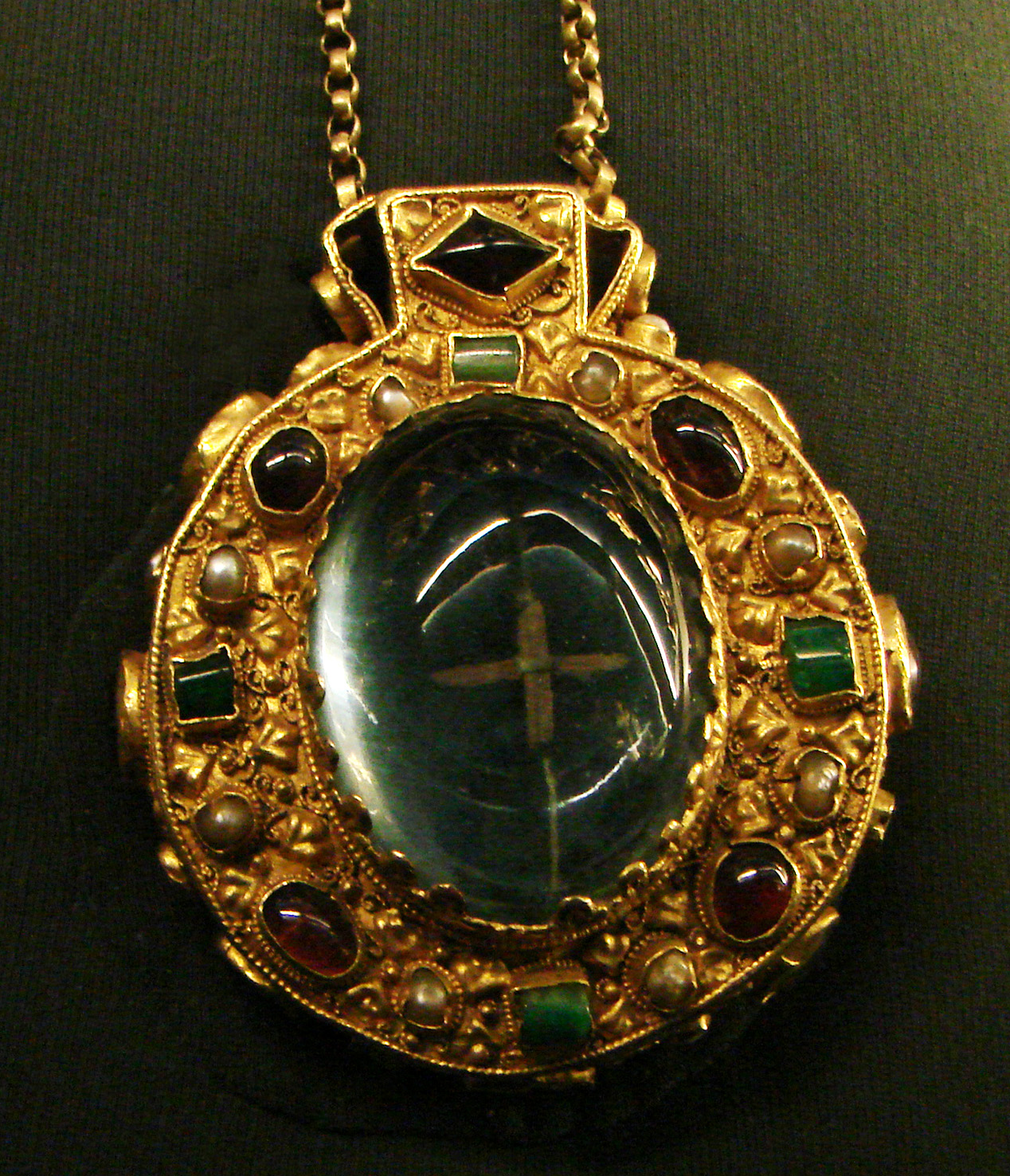
Talisman Karla Velikého je karolinský relikviář z 9. století, který možná patřil Karlu Velikému a údajně obsahuje fragment pravého kříže. Údajně byl nalezen na jeho těle při otevření hrobky

Talisman (přes arabské طلاسم talasm 'rituál' z řeckého telos 'cíl') je předmět sloužící k přivolání štěstí a pozitivních energií svému majiteli. V magii se využívá k různým rituálům.
Talisman je převážně uměle vyrobený předmět, který někteří lidé používají s vírou, že jim přivolá štěstí, lásku či zdraví.